# Taifa-Königreiche

Taifa-Königreiche 1037

Taifa-Königreiche 1080

Als Taifa-(König-)Reiche (spanisch: reinos de taifas) bzw. Taifas (von arabisch طائفة, DMG ṭāʾifa ‚Schar, Gruppe, Partei‘; Plural: طوائف, DMG ṭawāʾif) bezeichnet man jene muslimischen Kleinkönigreiche und -fürstentümer in al-Andalus, dem von Muslimen beherrschten Teil der Iberischen Halbinsel, die durch den Zerfall des Kalifats von Córdoba in den ersten Jahrzehnten des 11. Jahrhunderts entstanden waren. Die Taifas wurden schließlich durch die aus Nordafrika kommenden Almoraviden und Almohaden unterworfen und ihren Reichen einverleibt. Da al-Andalus nach dem Ende des Reiches der Almoraviden im 12. Jahrhundert und dem der Almohaden im 13. Jahrhundert erneut in Machtbereiche verschiedener Lokal- und Regionalherren zerfallen war, spricht man in der Geschichtsforschung teilweise auch von den „zweiten Taifas“ und den „dritten Taifas“. Der Begriff der „Taifas“ wurde in der arabischen Historiographie zunächst auf die Diadochen-Reiche angewandt und war negativ konnotiert.

## Geschichte
Nachdem Kalif von Córdoba Hischam II. († 1013) im Jahr 1009 gestürzt worden war, setzte auf Grund andauernder Machtkämpfe der schnelle Niedergang des Kalifats von Córdoba ein. Im Verlauf der Kämpfe zwischen den verschiedenen Ethnien, allen voran den in der zweiten Hälfte des 10. Jahrhunderts aus Nordafrika als Söldner zugewanderten Berbern und der alteingesessenen „arabischen“ Bevölkerung, bei der es sich primär um die Nachkommen der Eroberer des 8. Jahrhunderts und die zum Islam konvertierten Hispano-Romanen (Muladíes) handelte, machten sich die einzelnen Reichsteile unter neuen Dynastien selbständig. Es entstanden zunächst bis zu 30 Taifas, die sich in wechselnden Allianzen nahezu permanent bekämpften, sodass nur rund 20 von ihnen längere Zeit Bestand haben sollten. In politischer Hinsicht glich die Iberische Halbinsel in der Zeit der Taifas daher einem sich ständig verändernden Flickenteppich.
Diese Taifas lassen sich in drei Subgruppen differenzieren, die Taifas der Berber, die sich zunächst unter die geistige Führung der Hammudiden von Málaga und militärische Führung der Ziriden von Granada stellten, die Taifas der Araber und muladíes sowie die Taifas der Amiriden, Nachkommen bzw. ṣaqāliba Almansors, letztere hatten aber vielfach keine Zukunft, weil es sich bei den ehemaligen Generälen und Beamten häufig um Eunuchen handelte. Eine Ausnahme davon war Muğāhid von Dāniya, der mit seiner christlichen Ehefrau eine Dynastie gründen konnte.

### Die Taifas der Berber
Die Berber, vor allem von den ursprünglich verfeindeten Stämmen der Zanata und Sanhadja, unterstützen zunächst verschiedene umayyadische Thronprätendenten, bevor sie sich unter dem Oberkommando der Hammudiden versammelten, die für einige Zeit das Kalifat für sich beanspruchten. De facto bildeten sie aber u. a. in Ronda, Medina Sidonia, Algeciras,   Toledo, Málaga und Granada eigenständige Herrschaften. Unter dem Druck der Abbadiden wurden die kleineren Taifas der Zanata immer mehr geschwächt, so dass Granada schnell zur wichtigsten Taifa der Berber wurde. Schließlich entledigten sich die Ziriden von Granada auch der Hammudiden-Kalifen von Málaga und Algeciras. In Albarracín gründet die Berber-Dynastie der Banu Racin ein kurzlebiges Taifa-Emirat, von dem die Stadt ihren heutigen Namen erhielt.

Taifa von Ronda
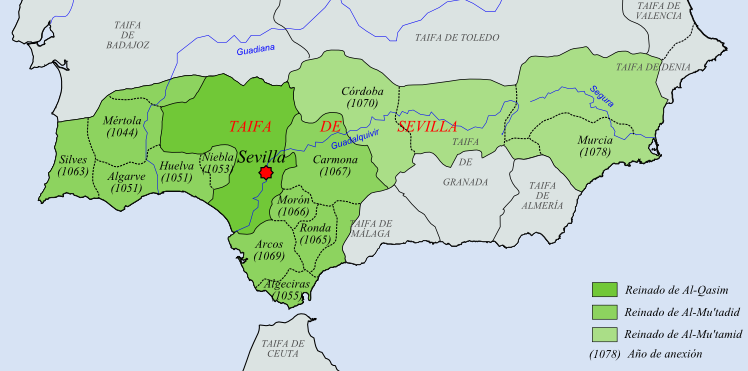
Kleinkönigreiche (taifas) in Andalusien
Taifa von Algeciras
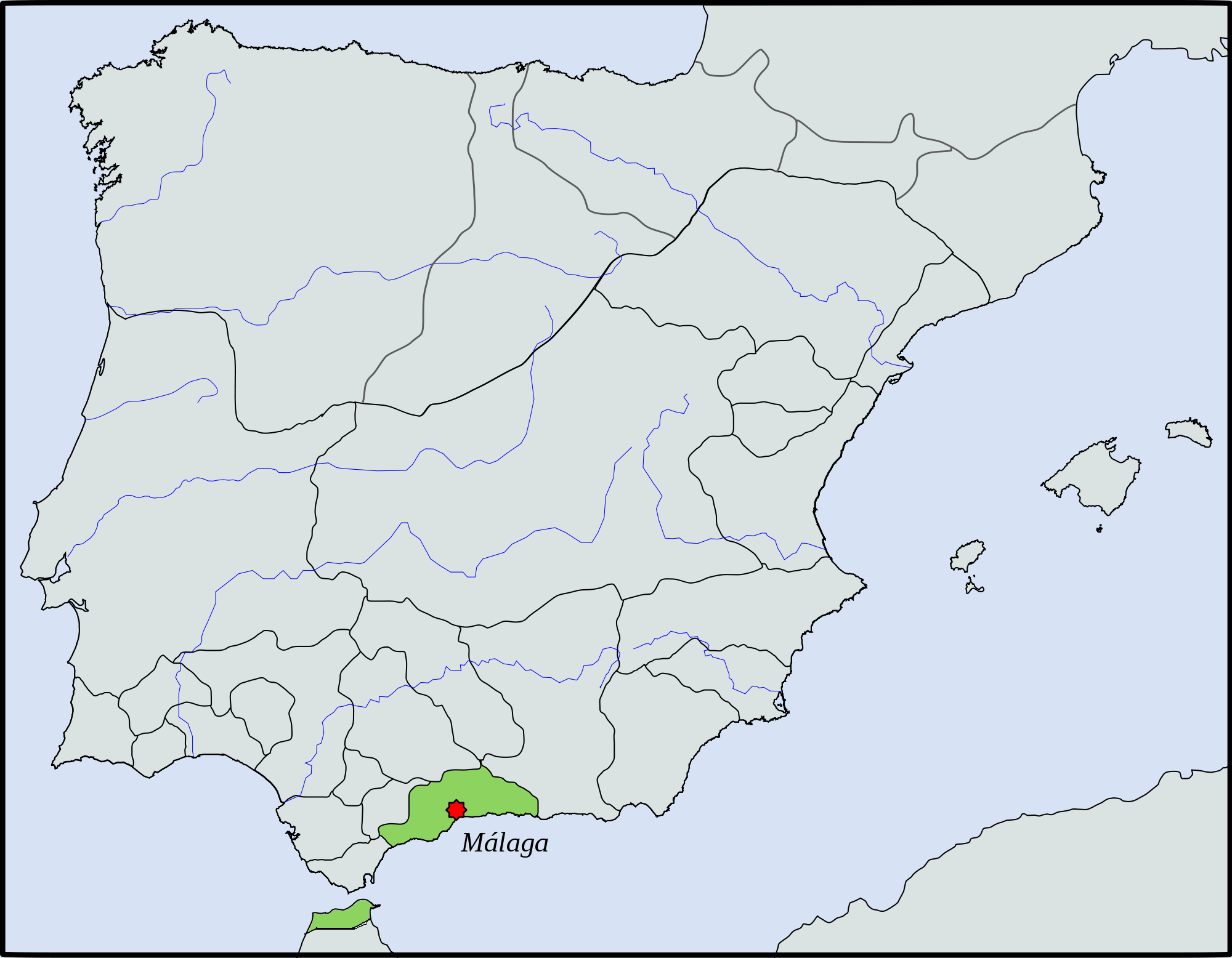
Taifa von Malaga
Taifa von Granada
Taifa von Albarracín
Taifa von Carmona
Taifa von Toledo 1037

### Die Taifas der Araber
Von den arabisch geführten Taifas sind die wichtigsten Sevilla, Saragossa, Badajoz, Córdoba, die sich teilweise auch in legitimistischer Weise einem Schattenkalifat unterordneten. Lange konnten die Abbadiden von Sevilla behaupten, dass der Umayyade Hisham nach Sevilla geflüchtet sei und unter ihrem Schutz lebe, so lange nannten sich die Abbadiden auch nicht Könige, sondern Richter. In Córdoba etablierte sich eine Art scheinbarer „Republik“.

Taifa von Sevilla
Taifa von Badajoz
Taifa Republic of Córdoba
Taifa von Saragossa
Taifa von Niebla
Taifa von Almeria
Taifa von Valencia

### Die Taifas der Amiriden
Die Taifas der Amiriden wurden von Funktionsträgern des ausgehenden Kalifats regiert, sogenannten Fata, freigelassenen militärischen Führern, wie in Dénia und Almería oder etwa Verwaltungsbeamten, wie in Valencia. In dieser Stadt, die später für einige Jahre in die Hände des Cid fiel, regierten zwei Beamte der Wasserregulierung die Stadt, bis sie – mutmaßlich Eunuchen – starben, ohne eine Dynastie gegründet zu haben.
Die bedeutendsten Dynastien dieser Zeit waren die Hūdiden von Saragossa, die 'Abbādiden von Sevilla, die Afṭasiden von Badajoz, die Dhun-Nuniden von Toledo, die Hammudiden von Málaga, die Dschahwariden von Córdoba und die Ziriden von Granada. Die Amiriden beherrschten die Ostküste zwischen Almería und Valencia.
Zwar stiegen die Abbadiden von Sevilla bald zum mächtigsten Reich in al-Andalus auf, doch mussten auch sie 1064 die Oberhoheit der Könige von Kastilien anerkennen und Tribut zahlen. Als Alfons VI. († 1109) von Kastilien 1085 Toledo eroberte, wandten sich die Kleinkönige mit Hilfegesuchen an die Almoraviden im heutigen Marokko. Diese besiegten die Kastilier 1086 in der Schlacht bei Zallaqa in der Nähe von Badajoz. Empört über den ihrer Ansicht nach „dekadenten“ Lebensstil und die „Aufweichung“ der Religion, die sie in al-Andalus vorfanden, begannen die Almoraviden, die einen radikalen Islam vertraten, im Anschluss an den Sieg über die Christen mit der Unterwerfung der muslimischen Taifa-Reiche, die 1110 mit dem Sturz der Hudiden von Saragossa abgeschlossen war. Als schließlich 1153 Ramon Berenguer IV. (reg. 1131–1162) das Waliat (= Vizekönigreich) Siurana im heutigen Katalonien eroberte, war auch das letzte Taifa-Reich im Nordteil der Iberischen Halbinsel verschwunden.
Nach dem Zerfall des Almoravidenreiches im 12. Jahrhundert konnte Ibn Mardanīsch (reg. 1143–1172) in der Gegend um Valencia ein unabhängiges Reich errichten, das schließlich von den Almohaden unterworfen wurde. Erst im Zuge des Niederganges des Almohadenreiches nach der verlorenen Schlacht bei Las Navas de Tolosa (1212) gelangten mit Ibn Hud († 1238) und den Nasriden andalusische Muslime wieder zur Herrschaft im mittlerweile stark geschrumpften al-Andalus. Sie konnten sich bis zur endgültigen Vertreibung der Mauren von der Iberischen Halbinsel Ende des 15. Jahrhunderts im Emirat von Granada behaupten.

## Kultur
Auch wenn die Taifas politisch keine große Bedeutung hatten, führte die Konkurrenz unter ihren Herrschern doch zu einem großen kulturellen Aufschwung, vor allem im Bereich der Poesie, Kunst und Wissenschaft. So lebten in dieser Zeit die bedeutenden Historiker al-Udri (1002–1085) aus Granada und Ibn Hayyan (987–1076), sowie der Geograf al-Bakri († 1094). Der Lexikograf Ibn Sida (1007–1066) aus Murcia verfasste zwei große Wörterbücher und wurde dabei von Mudschahid von Dénia gefördert. Bei den Medizinern wurde Abu l-Qasim az-Zahrawi († 1010; latinisiert Abulcasis) mit seinem Lehrbuch der Chirurgie berühmt, dem Kitab al-Tasrif, das im 12. Jahrhundert auch von Gerhard von Cremona (1114–1187) ins Lateinische übersetzt wurde. Unter den Astronomen ist Ibn az-Zarqala († 1087) aus Toledo erwähnenswert, der unter dem Namen Azarquiel auch im christlichen Europa bekannt wurde. Weitere bedeutende Männer dieser Zeit waren der Universalgelehrte Ibn Hazm (994–1064), der Dichter Ibn Zaydun (1003–1071), sowie der Dichter und Philosoph Ibn Gabirol (* um 1021; † um 1058), der als Autor von Fons Vitae auch unter dem Namen Avicebron bekannt wurde.